# Dnyipro
Dnyipro (ukránul: Дніпро),  korábban, 1926-tól 2016-ig Dnyipropetrovszk (oroszul: Днепропетровск, ukránul: Дніпропетровськ), 1926-ig Jekatyerinoszlav (oroszul: Екатеринослав, ukránul: Катеринослав) város Ukrajnában. A fővárostól, Kijevtől délkeletre, az ukránul és oroszul azonos nevű Dnyeper partján fekszik. Ukrajna egyik legnépesebb városa és egyik legjelentősebb ipari központja, a Dnyipropetrovszki terület közigazgatási központja. A város lakossága közel 1 millió fő volt 2020-ban; a városi tanácshoz tartozó településekkel együtt 1,36 millió fő. A hadiipara miatt az 1990-es évekig zárt város volt.

## Fekvése
A város Ukrajna keleti részén található. Veszélyes geológiai folyamatok összefüggő jelenléte tapasztalható a városban, a talaj löszrétegei rendszeresen árvizeket okoznak. Különösen a folyó jobb oldalára jellemző, hogy a földcsuszamlások hatására az épületek jelentős károkat szenvednek el.
A jobb parti városrész beceneve „a városrész három heggyel”. Ez a terület része a Dnyeper-felföldnek. • Az első hegyen volt egykor Jekatyerinoszlav. Ez a mai Nagorny („a hegy”) és a Tábor (aktuális Gagarin) kerületeket tartalmazta. A második hegyet az elsőtől a Vörös felkelő sugárút választja el. A város nyugati, a déli, illetve központi részén található. Az egykori Új Ekaterynoslavszki kerületként említették: itt húzódik a Kirov sugárút. • A harmadik hegyet és a másodikat a Halászati sugárút határolja, itt vannak a Sljahivka, a Katonák utcák stb. A negyedik domb már a 19–20. században beépült, a Gyógyszeripari sugárút határolja a harmadik hegy felé, régen Nyugat-Jekatyerinoszlav Csecselivka kerülete volt. A Kalinyin és Petrovszki sugárutak határolják. – A nyugati városrész völgyeiben (vízmosásaiban) futnak a város főútjai.
A bal parti városrész a Dnyepermelléki-alföldhöz tartozik. Jellemzői az ipari területek és a Dnyeper menti homokdűnék. Ezen a területen találkozik a Dnyeper folyó és a Szamara folyó. A bal part nyugati kerületében számos tó fekszik. Itt találták meg a maradványait az ókori vízi, ún. elővert cölöpös technológiájú csatornának.
Egyéb folyók a bal parton: Hnilokis, Crimka, Shijanka. Az utóbbi határolja az Irenski szigetet.
A Dnyeperen ebben a városrészben található: az ősi Kolostor, a Svéd, Sertés, Por és a Kodacsek szigetek.

## Történelem
Lesétálva a Dnyeper-folyóhoz ott a nagy Tarasz Sevcsenko Park (a Dnyeper jobb partján) és Monastirszki sziget. Ez a sziget az egyik legérdekesebb hely a városban. A 9. században a bizánci szerzetesek alapítottak egy kolostort, amely elpusztult a mongol-tatár ostrom során a 13. században. Bár már nem kompakt az "óváros", de még mindig sok fennmaradt épület történelmi jelentőségű. A legtöbben, különösen a templomok, elpusztultak a második világháborúban és Joszif Sztálin rémuralma alatt az 1930-as években.

## Elnevezése
- Jekatyerinoszlav/Katyerinoszlav (1776–1797, 1802–1917, 1918–1926)
- Novorosszijszk (1797–1802)
- Szicseszlav (1917–1918, nem hivatalos)
- Dnyepropetrovszk/Dnyipropetrovszk (1926–2016)
- Dnyipro (2016 óta)

### Jelentései
- Jekatyerinoszlav (Katalin dicsősége): a várost formálisan megalapító II. Katalin orosz cárnőről lett elnevezve.
- Novorosszijszk (Újoroszország): az orosz-török háború után orosz kézre jutott területek elnevezése volt Újoroszország, a város a területről kapta rövid ideig használt nevét.
- Szicseszlav (a szicsek dicsősége): nem hivatalosan használt elnevezés.
- Dnyipropetrovszk (oroszul Dnyepropetrovszk): a Szovjetunió által alkotott városnév a Dnyeper folyó és az Ukrán SZSZK vezetőjének, Hrihorij Petrovszkij nevének egyesítéséből. Korábban a Krasznodnyeprovszk (Vörös Dnyeper) elnevezés is felmerült, mint a kommunizmusra utaló szimbólum.
- Dnyipro: a Dnyeper folyó ukrán neve. 2016-ban az úgynevezett dekommunizációs törvény következtében a kommunista Petrovszkij nevét törölni kellett a város nevéből, így az ukrán parlament átnevezte a várost a ma is használatos nevére.[4]

## Népesség
| 1782 | 2 194     |
| 1800 | 6 389     |
| 1853 | 13 011    |
| 1887 | 48 000    |
| 1897 | 121 216   |
| 1910 | 232 500   |
| 1920 | 189 000   |
| 1926 | 237 000   |
| 1939 | 501 000   |
| 1943 | 280 000   |
| 1959 | 662 000   |
| 1970 | 904 000   |
| 1979 | 1 066 000 |
| 1989 | 1 178 000 |
| 1998 | 1 122 400 |
| 2005 | 1 050 000 |
| 2011 | 1 007 200 |

Forrás

## Időjárás
A Dnyeper folyó tartja az éghajlatot enyhén (nyáron hűt, télen fűt). Az éves átlaghőmérséklet 8,5 °C; a legalacsonyabb a januári (−5,5 °C), a legmagasabb pedig a júliusi (21,3 °C).
| Hónap                         | Jan. | Feb. | Már. | Ápr. | Máj. | Jún. | Júl. | Aug. | Szep. | Okt. | Nov. | Dec. | Év   |
| ----------------------------- | ---- | ---- | ---- | ---- | ---- | ---- | ---- | ---- | ----- | ---- | ---- | ---- | ---- |
| Átlagos max. hőmérséklet (°C) | −1,0 | 0,0  | 6,0  | 15,2 | 22,1 | 25,6 | 28,0 | 27,4 | 21,5  | 13,8 | 5,2  | 0,2  | 13,7 |
| Átlagos min. hőmérséklet (°C) | −6,1 | −6,3 | −1,6 | 4,9  | 10,6 | 14,6 | 16,7 | 15,8 | 10,7  | −0,5 | 2,4  | −4,7 | 4,8  |
| Átl. csapadékmennyiség (mm)   | 45   | 43   | 43   | 38   | 42   | 60   | 54   | 43   | 41    | 37   | 46   | 47   | 539  |
| Forrás: Pogoda.ru.net         |      |      |      |      |      |      |      |      |       |      |      |      |      |

## Közlekedés

### Helyi közlekedés
A városban a fő tömegközlekedési eszközök a villamosok, buszok, trolibuszok és az iránytaxik (az ún. marsrutkák). Ezen kívül számos taxis cég működik a városban. A kerékpár használata nem jellemző a szegényes kerékpárút-hálózat hiánya és az utak rossz minősége miatt.
A villamosok általában rossz műszaki állapotban vannak, a hálózat krónikus alulfinanszírozásban szenved a szovjet korszak vége óta, sok pálya és más infrastruktúra elavult. A városi önkormányzati utak is hasonló finanszírozási problémákkal szenvednek, mint a villamosok, közülük sok nagyon rossz műszaki állapotban van. Nem ritkák a nagy kátyúk és omladozó felületek a kisebb utakon. A fő utak és autópályák jobb minőségűek. Az utóbbi években a helyzet javult, hála számos új, használt villamosnak, amelyeket a német városoktól (Drezda és Magdeburg) vásároltak. Számos utat, beleértve Schmidt utcát és a Moszkovszka utcát újjáépítették a modern útépítési technikával.
A dnyiprói metró 1995-ben nyílt meg, egy vonalból és hat állomásból áll. A többi állomás építését félbehagyták, amikor a városnak elfogyott a pénze. Ezek közül két elhagyott építkezés van a központi részen, a Marx Károly sugárúton. A két állomás megépítése azért szükséges, hogy a metróhálózat nyereségesen üzemeltethető legyen. Az Európai Fejlesztési és Újjáépítési Bank (EBRD) segítségével a tervek szerint három állomást, a Teatralna, a Centralna és a Muzejna állomásokat 2015-re fejeznék be.

### Elővárosi közlekedés
Néhány főbb autóút érinti a várost. A legnépszerűbb autóutak Kijev, Doneck, Harkiv és Zaporizzsja felé tartók. Elkerülőút a városnál részben rendelkezésre áll. 2011-re a város megépítették a déli városi elkerülő utat, amely lehetővé teszi, az átmenő autóforgalom a város központján kívül haladjon. Ez várhatóan mind javítja a levegő minőségét és csökkenti a szállítási a nehéz áruszállító teherautók okozta gondokat, amelyek eddig áthaladtak a város központján.

### Légi közlekedés
A város repülőtere a Dnyiprói nemzetközi repülőtér, amely a várostól 15 km-re délkeletre található.
Légitársaságok: Aeroszvit (Tel Aviv, Dubai, Batumi, Moszkva-Seremetyjevo, Tbiliszi, Jereván (a Armavia), Kijev, Isztambul, Berlin),- Austrian Airlines (Bécs), Dniproavia/ Днеправиа (Kiev-Borispol, Batumi, Berlin, Bécs, Ivano-Frankivszk (szezonális), Moszkva-Sheremetyevo, Sevastopol (szezonális), Istanbul, Tbilisi, Odessa (március 27), Hurghada, Sharm El-Sheikh, Bodrum, Antalya), - El Al (Tel Aviv), Grúz Nemzeti Légitársaság (Tbilisi), Turkish Airlines (Isztambul-Atatürk), - Transaero Airlines (Moszkva-Domodedovo.)/Трансаэро,- Armavia (Jereván) /, - Aeroflot (Moszkva-Sheremetyevo (az Aerosvit)/Аэрофлот,- Ukraine International Airlines (Kiev) /Международные Авиалинии Украины (Киев),- Juzsmasavia

### Vasúti közlekedés
A város jelentős vasúti csomópont, a városnak a hazai vasúti úticélok mellett több kelet-európai nagyvárossal van vasúti összeköttetése. Két vasúti főpályaudvara van, a Dnyipropetrovszki főpályaudvar (Dnyipropetrovszk Holovnij) és Déli pályaudvar (Dnyipropetrovszk Pivdennij).
Kijev és Dnyipro között naponta közlekedik a Capital Express gyorsvonat.
Egyéb szolgáltatások közé tartozik a nappali elővárosi vonatok városok és falvak között a környező Dnipropetrovsk területen/oblaszty. A legtöbb távolsági vonatot inkább éjjel érdemes használni, csökkentve a nappali ráfordított órákat.
A városnak vasúti kapcsolata van Kijevvel, Lvivvel, Szimferopollal, Odesszával, Ivano-Frankivszkkel, Truszkaveccel, Doneckkel, Harkivval és több más kisebb ukrán városokkal.
Nemzetközi vasúti úticélok: Minszk/Fehéroroszország, Moszkva/Kurszki pályaudvar és Szentpétervár/Vityebszki pályaudvar, Baku - Azerbajdzsán fővárosa, és a bolgár tengerparti üdülőhely Várna.

### Közúti közlekedés
Távolsági tömegközlekedés:
- A legnagyobb autóbusz-állomás Kelet-Ukrajnában a dnyiprói, ahonnan buszjáratok vannak az ország egész területére, beleértve az egyes nemzetközi útvonalakat Oroszország, Lengyelország, Németország, Moldova és Törökország felé.
- A központi pályaudvar (Dnipro-Holovnyi) a folyó partján, a folyami kikötő közelében található. Az épület a második világháború során elpusztult, utána pedig konstruktivista stílusban lett újjáépítve.
- Nyáron van lehetőség szárnyashajókkal utazni a Dnyeper folyón, miközben a különböző turista hajók a folyó folyásirányában haladva (Kijev-Herszon-Odessza) gyakran megállnak a városban.

## Kultúra

### Nevezetességek, látnivalók

#### Múzeumok
- Grigorij Ivanovics Petrovszkij lakásmúzeum (Будинок-музей Петровського Г.І.) Zsovtnya u. 29
- Petrovszkij öntöde történet múzeum(Музей історії металургічного з-ду ім. Петровського) Kalinyin sugárút 67.
- I. V. Bábuskin Nemzeti emlékmúzeum (Народний меморіальний будинок-музей І. В. Бабушкіна)
- Dnyipropetrovszk régió Önkormányzati múzeuma (Музей історії і розвитку місцевого самоврядування Дніпропетровської області) Önkormányzati múzeum a Dnipropetrovsk régiónak az egyik a hat ágnak Dnipropetrovszki Történeti Múzeumnak, a legfiatalabb múzeum Dnyipropetrovszk régióban. - Történelem : A ház 1905-ben épült mint Jekatyerinoszlavi Kereskedelmi Iskola. Az építész D.S. Skorobogatova. Három emeletes iskola tartozott a legjobb ilyen típusú épületek közé Oroszországban. 1907-ben az iskolát nevezték II. Miklós császárról. - 1920 elején a tartományi végrehajtó bizottság, majd - a végrehajtó bizottság kapja meg. 1932-ben - már Dnipropetrovsk Oblast Végrehajtó Bizottsága - 1935-ben hatalmas tűzvész pusztít. Az építész AL Krasnosel'skii épített két emeletes új épületet ami miatt elveszett eredet felső rész és a belső folyosók átalakultak. - A náci megszállás idején egy német kórház és a katonai részleg volt. 1946 óta a szovjet kormány székhelye. 1978-ban történelmi épületté nyilvánítják.Múzeum területe- több mint 200 m². A design a szoba a művész dolgozott, Yuri Malienko.
  - A kiállítás részei:

1. Zaporozskaja - Keresztény köztársaság. -
2. A városi kormány és vidéki közösségek fejlődése XVIII–XX. sz.
3. „Zemstva” és szerepe a önkormányzat fejlesztéseiben 1860-1917,
4. Sovety Dolgozók képviselőház 1905-1917. -
5. Szovjet munkások, parasztok és katonák 1917-1920. -
6. Szovjet Népi Küldöttek 1921- 1989. Ekaterinoslav tartomány, megye és a Dnyipropetrovszki régióban.-
7. Szovjetek Képviselőháza peresztrojka időszakban 1985-1990. -
8. Szovjet képviselők a független Ukrajna idején
- Dnyepermenti Irodalom Múzeuma (Музей "Літературне Придніпров'я") Karl Marx sugárút 64. Az egyike a hat fiókjából a Dnyipropetrovszki Történelmi Múzeumnak. Nyitás - 1988. május 24. Ez a legfiatalabb Városi Múzeum. Székhelye az egyik legrégebbi épülete Dnyipronak –az Inzov ház. – TÖRTÉNETE - "irodalmi Dnyeper" egy régi kúria- palotában van amely ismert mint az Inzov ház. Az épület épült 1815-ben. 1970-ben műemléki státust kapott és védi az állam. Számos élet otthona kapcsolódik hozzá. Állami és közéleti hírességek: Ivan Inzov, Andrew Fadeev S. H. Konteniusa, írók és költők Alexander Puskin, Mihail Szvetlov Valerian Podmogilnogo; N. S. Pogrebnyaka művész. Egy ideig az épület volt az irodalmi és művészeti társadalom találkozóhelye. – Egy térképen Ekaterinoslavról 1806-ban, a ház már be lett jelölve. Ebben a házban: első - Tanácsadó bizottság a déli peremén a telepesek. Emlékére a feje ennek a bizottságnak, Gen. Inzov, a polgárok továbbra is hívja az épület "The House Inzov." Ebben a házban volt a száműzetésében 1820. május-júniusi Alexander Puskin. - 1998 májusában, az épületet éppen 180 éves nyitotta meg kapuit a múzeum. - A múzeumban kéziratok, műalkotások, könyvek, dokumentumok, fényképek, személyes tárgyak találhatók számos kiemelkedő író, folklorista, a színházi személytő l a XVIII. – XX. századból. Ma a gyűjteménye az irodalmi múzeumnak több mint húszezer tárgy szerte a világból - A kiállítás négy író portréján át látható (E.A.Gan a késői 1830-as évekből.; A.I.Egorova szerkesztőségi tag, D.B.Kedrina 1920, O.T.Gonchara a késő 1940-es). - Tudományos Irodalmi Múzeum munkatársai vezető szakemberek az irodalmában a Dnyeper területnek.-
- Érme múzeum (Музей монет України) Kirov sugárút 46/1
- Urán képzőművészek kiállítási csarnoka (Виставковий зал Спілки художників України) Lenin rakpart 11.
- Javornickogo lakásmúzeum (Дом-музей Яворницкого) Leningrádi u. 11. A múzeum központjában a E.P.Javornickogo és családja. - Egy a hat fiókjából a Dnyipropetrovszki Történeti Múzeumnak, a régi Fadejev kúriában,- ahol született és élt a kiemelkedő teozófus, író és utazó Heléna Petrovna Blavacki. A ház a Petersburg utcában épült kb. 1812-ben. Nem tudni a pontos építési dátumot se a nevét az alapítóknak, vagy az első tulajdonosoknak. Kezdetben ez volt városi birtok és kastéllyal, melléképületekkel és egy hatalmas kerttel, két hektáron. 1815-ben eladták a számunkra ismeretlen jekaterinoszlávi Andrej Mihajlovics Fadejevnek. Ekaterinoslav tartományi ház ennek mintájára épültek : ablakok négy oldalon, egy nagy kerttel körülvéve. Az ezekben az években épült hivatalos gondnoksági külföldi telepes épületek és a szomszédos posta épülete és számos más épület is hasonlóak voltak. – A Fadejev Család Rzhishchevből Kijev megyéből jött 1815-ben. Az családfőt Andrei Mikhailov Fadejevet (1790-1867) nevezték ki, a Novorosszijszki hivatal Igazságügyi osztályára (jelenleg ez a kuratórium a Karl Marx sugárút 64.-ben ami az "Irodalmi Dnyeper" múzeum). - A Fadejevek közt köz-és politikai szereplők, írók és tudósok voltak. – Ekaterinoslavban boldogan éltek a Petersburg u.-i házban 19 évig. Itt született négy gyereke. Itt született 1831-ben az első unoka. 1821-ben halt meg pár hónappal pici lánya Anastasia Fadeev, 1824-ben - a szeretett nagymama Elena Pavlovna Fadeeva - Helena Brande du Plessis, aki itt élt a családjával több mint egy évtizedet. K.V.Neumann - a német Aachenből vette meg a házat. Kereskedő volt és 1833-ban, a Petersburg utcában nyitott egy kis ruhát gyárat. V.I. Dragnevics mint a Fadeevek jogutódja kapta a házat. Halála után a fiaé lett- M.S. Klovcovaé. 1850-es években a kereskedő Stanislavszki szerzi meg. 1890-ben a házat bérbe adják, a tulajdonos elhelyezi a 7. városi női gimnáziumot benne. 1912-ben a ház megkapta a címet: Petersburg u. 11. - 1913-ban -az ingatlan Maidanszkii kereskedőé. A forradalom után államosították és közösségi ház lett több, mint 20(!) családnak. Súlyos belső szerkezetátalakítások történtek. - Az 1940-es években, hogy "Dneprostroymasha" gyári vezetősség irodái és étkezdei. Az 1950-90-ben esti iskola № 4., tanfolyamok, majd szakiskolában № 51, majd a szakképző iskola. - 1987-ben a ház megkapta a történelem és a kultúra műemlék címet. 2004-ben Ukrajna Minisztertanácsa és a Dnyipropetrovszki regionális tanács úgy döntött a Dnyipropetrovszk Történeti Múzeum részeként D. Yavornitski múzeum Központ létesül.Категорія:Музеї Дніпропетровська Archiválva 2011. szeptember 18-i dátummal a Wayback Machine-ben
- Dnyipropetrovszk régió rendőrségi Múzeuma (Днепропетровский народный музей истории милиции), Artema str., 5 Az ATC Művelődési Házban: (056) 744-73-73

Alapítva 1975-ben. Státusz Néprajzi Múzeum címet kapott 1979-ben Dnipropetrovsk rendőrség a Ekaterinoslava időszakban. – 1918. január 11. A rendelet szerint Ekaterynoslavskoho tanács a munkavállalók és katonai képviselők szervezték az első helyi szovjet rendőrséget. –A létrehozásakor Ekaterinoslav megyének (1803) közrend kérdések feladatát osztották a kormányzóra. Később iroda városfejlesztési miniszterrel a feladatkörre és 1918 után - a munkás és paraszt milícia. - A kiállítás több mint 3000 db-os. Különösen értékes a személyes anyagai a rendőröknek - veteránoknak a rendőrségből a második világháború alatt. - A Múzeum dokumentumok és fényképek ábrázolják a különböző szervezeti egységek belső ügyeit a régióban az idő az októberi forradalomtól a jelenig. - A teljes területe - 160 m².
- Dnyipropetrovszk Nemzeti Egyetem Állattani Múzeuma (Зоологический музей ДНУ) Marx Károly sugárút 36. tel. 744-74-58 A teljes területe - 572 m ².
- Planetárium (Планетарій), Rohal'ova u. 10.
- Képzőművészeti Múzeum (Художній музей) Sevcsenko u. 21., ☎47-33-38, 47-32-65, 744-60-3
- D.Javornickij akadémikus Emlékház Múzeuma (Меморіальний будинок-музей Д.І.Яворницького), Sevcsenko tér 5.: ☎47-27-61 Az egyike a hat ágának a Dnyipropetrovszki Történeti Múzeumnak. Magában foglalja a ház a történész, régész, a neves Zaporizzsjai kozák kutató Dmitry Javornitskogo. – Nyitás a nagyközönségnek 1988. november 3. - A múzeum található, a házban, ahol élt és dolgozott 35 éves Dmitrij Javornycki. - A ház 1905-ben épült, a helyi építész L.A. Brodnica tervezte. A megszállás alatt 1941-1943. a házba áthelyezték az özvegy Javornickogo - Szerafim Dmitrijevnát. A ház festményét a falon, amit festett Strunnikova Miklós (a háború után felújították). - A ház verandája „nyári típusú”, ami megmaradt a mai napig. - A szobákat restaurálták, mint voltak az 1930-as években, van itt előszoba, étkező, nappali, iroda, mezzanine/étkező. Az egyik szoba - a kiállítás.
- Komszomol Történeti Múzeum (Музей истории комсомола им А. Матросова) Október tér 15. ☎: (056) 377-37-58
- Csata a Dnyepernél Dioráma (Діорама "Битва за Дніпро) Karl Marx sugárút 16., ☎46-34-26.-A Dnyipropetrovszki dioráma, amely nyitott 1975-ben a 30. évfordulójára a győzelemnek a Nagy Honvédő Háborúban 1941-1945. Teljes név: Dioráma "Harc a Dnyeper községekben csapatszállításkor 1943-ban." A legnagyobb dioráma Ukrajnában, és a második legnagyobb Európában (után a Belgorodi Dioráma "csata kurszki") és az egyik legnagyobb a világon. A középpontban egy nagy emlékezés melyet szentelte a Nagy Honvédő Háború hőseinek és az eseményeknek.- Szilárdraszőtt szövet az anyaga, szőtték a Penza "Vörös Október" textil gyárban, területe 840 m² (14 × 60 m) található egy különleges épületben, tervező: V.A. Zuev. Teljes épület területe 1340 m². Alapterülete a diorámának - 900m². - Széles látás-tartományban (legfeljebb 230°, általában szög diorámák 150° és 180°), nézve számos modell, erődítményrészlet, eredeti tárgyak – fegyverek, átkelő berendezések és egyéb katonai jelképek, a különleges világítás és a hangképzési technikája révén a dioráma csarnokban a közönség „jelen tud lenni” a helyszínen. - A kép készítésekor számos hősies csatát vizsgáltak át. Dokumentumokat a résztvevőktől akik átkeltek a Dnyeperen, levelek és jelentéseket a Nagy Honvédő Háborúból.- A dioráma épület közelében van egy szabadtéri, állandó kiállítás a szovjet katonai felszerelésekből a háborúból. Itt láthatók T-70, és a T-34-85 páncélosok, 37 mm-es és 85-mm-es légvédelmi ágyúk, 122-mm Howitzer M-30 ágyúk, 57-mm-es lövegek ZIS-2, 100 mm-es lövegek, BS-3 telepítése aknavetők, BM-13 szállító amely a háború után mintája volt ZIL-157-nek. Van egy francia tarack "Schneider" a második világháború idején. Jelenleg a Dioráma egy kiállítási központ.
- Dnyipropetrovszk Nemzeti Történeti Múzeum D.I. Javornickovo (Днепропетровский исторический музей имени академика Д. И. Яворницкого) Karl Marx sugárút 16.

Egyike a legnagyobb és legrégebbi múzeumoknak Ukrajnában. A múzeum épülete - egy építészeti műemlék, országos jelentőségű.
Gyűjtemények : 1. Régészeti Gyűjtemény; 2. Az ókori Egyiptom; 3. Antik Gyűjtemény;
4. Kozák régiségek gyűjteménye; 5. Kultikus Gyűjtemény; 6. Néprajzi Gyűjtemény
7. Könyv-és levéltári gyűjtemények; 8. Fotó háttér és kinovideo anyagok;
9. Fegyver Gyűjteménye; 10. Numizmatika; 11. Képregény gyűjtemény; 12. Óra gyűjtemény;
10. Mozaik Múzeum; 12. Kerámia, porcelán, üveg, 13. Különleges kiállítás;
14. Szkíta és Poloveci "kő nő";
15. Kernosovszki Idol;
16. Kozák ókor;
17. VI. Rámszesz fáraó szobor;
18. II. Katalin gyerekkora.
- Fiókintézmények > Dnyipropetrovszk Történeti Múzeum a hat ága többek között:
D.I. Javornickovo Történeti Múzeum, Dnyeperi Csata Dioráma",
D.I. Javornickogo Emlékmúzeum, "Irodalmi Dnyeper" Múzeum, E.P. Blavatsky és családja Emlékközpont, Dnipropetrovsk Régió Önkormányzat Múzeum

### Oktatás

#### Egyetemek
- Dnyiprói Olesz Honcsár Nemzeti Egyetem / Дніпровський національний університет імені Олеся Гончара,
- Nemzeti Bányászati Egyetem/ Національний гірничий університет,
- Dnyiprói Nemzeti Vasúti Közlekedés Egyetem Дніпровський національний університет залізничного транспорту,
- Ukrán Kémiai Technológia Állami Egyetem / Український державний хіміко-технологічний університет,
- Dnyipropetroszki Állami Mezőgazdasági Egyetem / Дніпровський державний аграрний університет,
- Dnyiprói Állami Közigazgatási Egyetem / Дніпровський державний університет внутрішніх справ,
- Közgazdasági és Jogi Egyetem / Дніпровський університет економіки та права — ЗАТ,

Dnyipro humán magán Egyetem/ Дніпровський гуманітарний університет.

#### Akadémiák
- Ukrajna Országos Kohászati Akadémia /Національна металургійна академія України,
- Dnyeper Állami Építőmérnöki és Építészmérnöki Egyetem/Придніпровська державна академія будівництва та архітектури,
- Dnyipro Állami Orvosi Akadémia Дніпровська державна медична академія.
- Dnyipro Állami Pénzügyi Akadémia Дніпровська державна фінансова академія.
- Ukrajna Vámhivatal Akadémia /Академія митної служби України.
- N.Krucsininoji Üzleti és Jogi Intézet Nemzetközi Magán Akadémiája/Міжрегіональна академія бізнесу та права ім. Н.Кручиніної — приватний.

#### Intézetek
- Dnyiprói Állami Testnevelési és Sport Intézet / Дніпровський державний інститут фізичної культури і спорту,
- Dnyiprói Regionális Közigazgatási Intézet/ Дніпровський регіональний інститут
- Dnyipro Zeneművészeti Intézet / Дніпровська консерваторія,
- Nemzeti Ipari képzés és átképzés Intézete / Державний інститут підготовки та перепідготовки кадрів промисловості.
- Dnyiprói Állami Műszaki Tréning Intézet / Дніпровський державний інститут технічного навчання
- Dnyiprói Egészségügyi Intézet A hagyományos Orvostudomány / Дніпровський медичний інститут народної медицини

Jelenleg mintegy 55 000 diák tanul a felsőoktatásban Dnyiproban, jelentős számú közülük a külföldi.

## Sport
A város elsőosztályú labdarúgócsapata az FK Dnyipro. Ez a klub tartja azt a rekordot, hogy egyetlen szovjet csapatként kétszer nyerte meg a Szovjetunió Szövetsége Kupát. A függetlenség óta megnyerték a bajnokságot és az ukrán Liga Kupát háromszor. Több más csapatnak is otthona Dnyipro, például az FC Lokomotiv Dnyipropetrovszk és az FC Szpartak Dnyipropetrovszk, mindkettőnek nagy a szurkolótábora a városban.
A város új stadionja, a Dnipro Aréna kapacitása 31.003 ember, mely a Dnipro régi stadionja, a Meteor stadion helyett épült. A Dnipro Aréna eredetileg az egyik ukrán helyszíne lett volna a 2012-es labdarúgó-Európa-bajnokságnak, ugyanakkor kimaradt, mivel a kapacitása elmaradt a minimális 33.000 helytől, amit előírt az UEFA.
A város központja az ukrán hokinak.

### Uszodák
- Vízi komplexum komplexum "Meteor" Uszoda / Басейн Водних видів спорту спорткомплексу «Метеор»,
- Építésügyi és Építészeti Akadémia Uszoda/ Басейн Академії будівництва і архітектури,
- Ipari Főiskola Uszoda/ Басейн Індустріального технікуму,
- Medical Akadémia Uszoda / Басейн Медичної академії,
- Vasutas Nemzeti Egyetem Uszoda/ Басейн Національного університету залізничного транспорту,
- Pénzügyi Akadémia Uszoda/ Басейн Фінансової академії,
-Nemzeti Egyetem Uszoda / Басейн Національного університету,
-Testnevelési Intézet Uszoda/ Басейн Інституту фізкультур,

### Stadionok
-"Dnipro Arena"/«Дніпро-Арена»Стадіон а str. Khersons'ka, 7.
A Jekaterinoszlávi időkben a stadion a helyszínén volt, a város temetője. 1940-ben a temető helyére épült "Metallurg" stadion. Miután felépült a "Meteor" stadion 1967-ben,- 35.000 nézőnyi kapacitással,- a meccsek a "Metallurg" stadionban fokozatosan megszűntek 1978-ra. 2004 májusában nyújtották be az építkezési tervet egy új stadionra "Dnepr-Arena" néven a régi szovjet stadion "Metallurg" helyére. A "Dnipro Arena" kapacitása: 31.000 néző.
- Dnepropress"(«Дніпропрес») stadion ;
- "Lokomotiv"/«Локомотив»Стадіон str. Semaforna, 25,
- A "Telepítő"/«Монтажник» stadion
- "Szlavutics" («Славутич») Sportkomplexum, 6. Lövész Egység u. 3., www.swimming.dp.ua
- Kirov stadion(Стадіон«ім. Кірова») Universalnaja u. 29.
Sports komplexumok: - "Megaron"Sports komplexum/ СК «Мегарон»,
- Sport repülőtér: "Kamenka"
- Evezési lehetőség: csatorna/ Гребний канал

## Gazdaság
Dnyipro az ország egyik legfontosabb ipari központja. A város legfontosabb ipari üzeme a rakéták és űreszközök gyártásával foglalkozó Déli Gépgyár, valamint a hozzá kapcsolódó Pivdenne tervezőiroda. 
Elsődleges a nehézipar, a termékek széles skálájával: az öntöttvas, hengerelt fém, csövek, gépek, különböző bányászati kombájnok, mezőgazdasági gépek, traktorok, trolibuszok, hűtőszekrény, különböző vegyi anyagok és még sok más. A leghíresebb és legrégibb (alapította a 19. században) a kohászati üzem a "Petrovszkij". A város nagy élelmiszer-feldolgozó és számos könnyűipari üzeme is van. Sok varró- és ruházati-gyár dolgozik francia, kanadai, német és brit megrendelőknek a legkorszerűbb technológiák, anyagok és design szerint. A repülőgépipara az 1950-es évekből, Yuzhnoye Tervező Iroda és Yuzhmash révén jól ismert, a szakembereknek a világ minden tájáról. 

## Városkép
Alapításakor Dnyipro, akkori nevén Jekatyerinoszlav kizárólag a Dnyeper jobb partján épült ki, központjában az Átváltoztatás katedrálissal, neoklasszicista építészetével tipikus korabeli európai városra hasonlított. Ezek az épületek máig megmaradtak a város Zhovtnevy negyedében. E korszak legfontosabb épülete az Átváltoztatás katedrális és a Karl Marx sugárút  számos épülete.  Az 1917-es forradalomig a város nem sokat változott, az uralkodó építészeti stílus a neoklasszicizmus.maradt,  Nevezetes épület még a Nemzeti Bányászati Egyetem, épült 1899-1901 között, az art-nouveau ihletésű egykori Duma, a Dnipropetrovsk Nemzeti Történeti Múzeum, valamint a Mecsnikov Regionális Kórház. Viszont  nem felel meg a kor jellegzetes építészetének a Grand Hotel Ukrajna, a pályaudvar és az art nouveau Astoriya épület a Karl Marx sugárúton.  Miután a bolsevikoké lett a hatalom a város fokozatosan megtisztul a cári  időkbeli műemlékektől és megfosztották a cári címertől és más, nemszocialista jelképektől. 1917-ben a Nagy Katalin emlékmű helyére az orosz Mihail Lomonoszov szobra került. A második világháború után számos nagy épületet felújítottak. A főpályaudvart például megfosztották a századfordulós újító  orosz ornamentikától, és sztálini szocreál stílusban tervezték újjá, míg a Grand Hotel Ukrajna túlélte a háborút, később neobarokk stílusban újították fel.  A központi Karl Marx sugárúton az  épületeket zömmel szocreál  stílusban építették át. A II. Miklós cár Kereskedelmi Intézetet   közigazgatási központnak (Megyeháza)  építették át, ez a funkciója a mai napig megmaradt. A Potemkin Palotát a Dnyipropetrovszk Nemzeti Egyetem diáktanácsának adták át. 
Sztálin halála után az ukrán  Hruscsov lett a pártfőtitkár. Az iparosítás intenzívebb lett, a déli városrészben a Juzsnye rakétagyárat, valamint más, elsősorban kohászati és nehézipari  üzemet  hoztak létre. Dnyipropetrovszk ekkor vált az egyik legfontosabb gyárvárossá a Szovjetunióban. Ennek eredményeként a város egyre szennyezettebb lett, és egyre inkább nagy iparvállalatok uralták. Ugyanakkor a város bal partján és nyugati külvárosban, az új lakóterületeken is megkezdődött a fejlesztés. Az alacsony bérházak látványát a Hruscsov korszakban a német Plattenbaus mintájára a sokemeletes előregyártott lakótömbök építése  váltotta fel. 1976-ban, (összhangban a város átnevezésével) Grigorij Petrovszkij monumentális szobra került a vasútállomásnál  elé. A város építészetére máig  jellemző  a stílusok keveredése. Az esztétikailag egyszerű, ám műszakilag elavult konstruktivista középmagas és toronyházak (amelyek a szovjet korszakban a lakásállomány zömét alkották) a lakónegyedekben fordulnak elő gyakrabban. 

### Parkok
- Szevasztopoli park – A Déli pályaudvar közelében található. 1955-ben, Szevasztopol védelmének 1000. évfordulója alkalmából nyitották meg. 2010-ben Kirill kijevi pátriárka látogatása alkalmából felújították.
- Park a 40. évfordulójára Dnyipro felszabadításának / парк 40-річчя визволення Дніпропетровська (volt katonai temető) - temetkezési helye a hős civileknek és a szovjet katonáknak akik elestek a német-szovjet háborúban (a Zaporizszja autópálya és Sztálingrádi Hősök utca között/(між Запорізьким шосе та вул. Героїв Сталінграда)).
- Vologya Dubinin Kertet (Hordacsi u. 13.) / Сквер ім. Володі Дубініна (вул. Гордачі, 13);
- Voroncov Park (Парк ім. Воронцова) (a parton délre a Avenue Vorontsov-tól/ пр. Воронцова);
- Gyijivszkij park (Діївський лісопарк)) - Dnyeper folyópartján sok folyami öböl és strandok, a Parusz vasútállomás ide tervezik építeni Dnyipro víziparkját.
- Népek Barátsága Erdei park (Лісопарк Дружби народів) (Novomoszkovszk főút eleje, szemben az Évforduló városrésszel).
- M. I. Kalinyin Park (Парк ім. М. І. Калініна) - 1946-ban alapították. Korábban ez a hely volt Csecselivszke temető (XVIII. sz. vége), a második világháború alatt az eltemetett német (keleti rész) és szovjet katonák(az északkeleti) Kalinyin sugárút és Kurchatov utca sarok
- Kirov Park (Парк ім. Кірова) - park tóval, Karuna u.;
- Lenin Park (Парк ім. В.І.Леніна), Vörös Szikla microrajonban. Szabadság sugárút Metro állomásnál;
- Lenin Komszomol Park (Парк Ленінського Комсомолу) itt van a Meteor sportkomplexum Кіrov sugárút;
- Katedrális komplexum Park (Парковий комплекс Соборній) Október tér. - Itt van az egyetemi campus területe, a Történeti Múzeum, Dioráma "Harc a Dnyeper", az Úr színeváltozása székesegyház, Kulturális Kiállítási Központ, Emlékhely temető emlékmű az elesett jog és a rendvédőknek.
- Piszarszevszkij park – a Kirov sugárút és Sztálingrádi Hősök utca
- Bohdan Hmelnickij-park – Sztálingrádi hősök u. 25.

## Média
Helyi tv-csatornák:
- 11-es csatorna
- 23-as csatorna (Sk STB)
- SZTB Dnyipro
- 34-es csatorna
- 51-es csatorna
- 27-es csatorna
- IRT
- Privat TV
- TET